# Stazione di Belfort-Montbéliard TGV
La stazione di Belfort-Montbéliard TGV (in francese Gare de Belfort-Montbéliard TGV) è una stazione ferroviaria situata nel comune di Meroux, Francia, in prossimità delle città di Belfort e Montbéliard.
La stazione è posta sul ramo LGV Rhin-Rhône della linea TGV.